# ماروسوآ
ماروسوآ (به لاتین: Marosoa) یک منطقهٔ مسکونی در ماداگاسکار است که در منطقه آمبوسیترا واقع شده‌است.
 ماروسوآ  ۱۲٬۰۰۰ نفر جمعیت دارد و ۱٬۳۹۹ متر بالاتر از سطح دریا واقع شده‌است.